# CTV 내셔널 뉴스
《CTV 내셔널 뉴스》(영어: CTV National News)는 1961년 10월 1일부터 현재까지 CTV에서 방영중인 뉴스 프로그램이다.

## 같이 보기
- CTV 뉴스